# Grönländische Fußballmeisterschaft 1966/67
Die Grönländische Fußballmeisterschaft 1966/67 war die 5. Spielzeit der Grönländischen Fußballmeisterschaft.
Die Saison 1966/67 wurde zwei Jahre nach Ende der Vorsaison ausgetragen und zog sich erneut über zwei Jahre hinweg.
Meister wurde zum zweiten Mal in Folge K-33 Qaqortoq, womit der Verein der erste wurde, der mehr als einmal Meister werden konnte.

## Teilnehmer
An der Saison 1966/67 nahmen insgesamt 22 Mannschaften teil. Dies waren acht weniger als in der Vorsaison. Teilnehmer der Schlussrunde sind fett. Folgende Mannschaften nahmen teil:
- Ukaleĸ Kangersuatsiaq
- Amaroĸ-53 Saattut
- Eĸaluk-56 Ikerasak
- Malamuk Uummannaq
- Nanoĸ Qullissat
- G-44 Qeqertarsuaq
- N-48 Ilulissat
- Kugsak-45 Qasigiannguit
- T-41 Aasiaat
- SAK Sisimiut
- Kâgssagssuk Maniitsoq
- Tusilartoĸ Kangeq
- GSS Nuuk
- NÛK
- Iliarssuk Qeqertarsuatsiaat
- Nagtoralik Paamiut
- Â-43 Narsaq
- K-33 Qaqortoq
- Narssarmiutaĸ Ammassivik
- Arssaĸ-50 Alluitsup Paa
- Siuteroĸ Nanortalik
- Eĸaluk-54 Tasiusaq

## Modus
Der Modus entsprach dem der Vorsaison. Wieder wurden die Mannschaften nach regionalen Gesichtspunkten in vier Gruppen eingeteilt, die in jeweils zwei Kreise unterteilt waren. Kreis A der ersten Gruppe bestand aus den Mannschaften der damaligen Gemeinde Nanortalik, Kreis B aus den Gemeinden Qaqortoq, Narsaq und Paamiut. In der zweiten Gruppe bestand Kreis A aus der Gemeinde Nuuk und Kreis B aus den Gemeinden Maniitsoq und Sisimiut. In der dritten Gruppe spielten in Kreis A die Mannschaften aus der Diskobucht, in Kreis B die von der Diskoinsel. In der vierten Gruppe spielten in Kreis A die Mannschaften aus der Gemeinde Uummannaq, aus der Gemeinde Upernavik hatte sich nur eine Mannschaft angemeldet, die somit offenbar ein Freilos in Kreis B erhielten. Erneut wurden die Kreismeister ausgespielt, die daraufhin um den Gruppensieg spielen durften. Die Sieger der Gruppen 1 bis 3 qualifizierten sich für die Schlussrunde, die im Gruppenverfahren gespielt wurde. Weil die Spielergebnisse der vierten Gruppe nicht an den Sportverband gemeldet worden waren, qualifizierte sich keine Mannschaft aus dieser Gruppe für die Schlussrunde.

## Ergebnisse

### Qualifikationsrunde

#### Gruppe 1
Kreis B
| Datum              |               | Ergebnis |                    | Ort  |
| ------------------ | ------------- | -------- | ------------------ | ---- |
| September 1966     | K-33 Qaqortoq | 13:00    | Â-43 Narsaq        |      |
| 17. September 1966 | K-33 Qaqortoq | 7:1      | Nagtoralik Paamiut | Nuuk |

Es ist nicht bekannt, wer in Kreis A gewann oder ob der Sieger überhaupt gegen K-33 Qaqortoq antrat, um den Gruppensieger zu ermitteln. K-33 Qaqortoq qualifizierte sich für die Schlussrunde.
Kreis A

#### Gruppe 2
| Datum         |          | Ergebnis |                             |
| ------------- | -------- | -------- | --------------------------- |
| März 1967     | NÛK      | ?:?      | Iliarssuk Qeqertarsuatsiaat |
| März 1967     | GSS Nuuk | ?:?      | Tusilartoĸ Kangeq           |
| 17. März 1967 | GSS Nuuk | 6:1      | NÛK                         |

Kreis B
| Datum              |              | Ergebnis |                        | Ort  |
| ------------------ | ------------ | -------- | ---------------------- | ---- |
| 17. September 1966 | SAK Sisimiut | 3:2      | K'âgssagssuk Maniitsoq | Nuuk |

Finale
| Datum         |              | Ergebnis |          | Ort      |
| ------------- | ------------ | -------- | -------- | -------- |
| 27. März 1967 | SAK Sisimiut | 5:1      | GSS Nuuk | Sisimiut |

#### Gruppe 3
T-41 Aasiaat und Nanoĸ Qullissat wurden Kreissieger und qualifizierten sich für das Finale. Im September 1966 schlug Nanoĸ Qullissat Malamuk Uummannaq mit 8:0, das sich jedoch in Gruppe 4 befand. Darüber hinaus ist nur der Sieg von Nanoĸ Qullissat gegen G-44 Qeqertarsuaq im April 1967 bekannt.
Finale
| Datum         |              | Ergebnis |                 | Ort           |
| ------------- | ------------ | -------- | --------------- | ------------- |
| 23. Juli 1967 | T-41 Aasiaat | 1 3:1 1  | Nanoĸ Qullissat | Qasigiannguit |

#### Gruppe 4
Wegen fehlender Spieldaten qualifizierte sich kein Team für die Schlussrunde.

### Schlussrunde
| Pl. | Verein        | Sp. | S | U | N | Tore    | Punkte |
| --- | ------------- | --- | - | - | - | ------- | ------ |
| 1.  | K-33 Qaqortoq | 2   | 2 | 0 | 0 | ?:?     | 04     |
| 2.  | T-41 Aasiaat  | 2   | 1 | 0 | 1 | 008:500 | 02     |
| 3.  | SAK Sisimiut  | 2   | 0 | 0 | 2 | ?:?     | 0      |

| Datum              |               | Ergebnis  |              | Ort  |
| ------------------ | ------------- | --------- | ------------ | ---- |
| 17. September 1967 | T-41 Aasiaat  | 6:2       | SAK Sisimiut | Nuuk |
| 18. September 1967 | K-33 Qaqortoq | 2 ?:? 2   | SAK Sisimiut | Nuuk |
| 19. September 1967 | K-33 Qaqortoq | 3:2 (0:2) | T-41 Aasiaat | Nuuk |